# Chris KL-99
Chris KL-99 (Christopher KL) es un héroe espacial creado en 1950, cuyas aventuras fueron publicadas por la editorial DC Comics. Apareció por primera vez en Strange Adventures #1, y fue creado por el autor de ciencia ficción Edmond Hamilton y el artista Howard Sherman.

## Historia sobre la publicación
Las aventuras de Chris KL99, debutó en Strange Adventures Vol. 1 #1 (agosto de 1950), debutando con su nombre conocido de KL-99 desde la edición #2, hizo ocho apariciones en la revista en los números #1, #3, #5, #7, #9 y #11  hasta el Strange Adventures Vol. 1 #15 (diciembre de 1951), siendo escrito por Edmond Hamilton y dibujado por Howard Sherman. Desde entonces, no volvería a tener una aparición sino hasta su breve aventura en el DC Comics Presents Vol.1 #78 (febrero de 1985), su cameo en la Crisis en las Tierras Infinitas #10 (enero de 1986), y otra breve, historia del origen del personaje, completamente revisada en Orígenes Secretos Vol.2 #43 (agosto de 1989)  y la serie limitada DC Legacies, donde apenas tiene otro cameo con otros héroes espaciales., y desde entonces no ha vuelto hacer alguna aparición.

## Biografía ficticia del personaje
De acuerdo con sus primeras aventuras, Chris KL, era el hijo de Jon ST-94, nació en una nave espacial en algún lugar entre la órbita de la Tierra y Marte, siendo el humano de la Tierra en nacer en el espacio exterior, a mediados del siglo XXI, y fue nombrado bajo el nombre Christopher Colombus. Inmediatamente, debido a este suceso, se convirtió en una celebridad al instante, pero sería secuestrado por extraterrestres en su octavo cumpleaños y no regresó durante nueve años. Resultó que estos extraterrestres eran una raza moribunda, y lo eligió para entrenarle con algún propósito desconocido. Pero esto no significaba que cuando fue secuestrarlo, no era incapaz de comunicarse a otra persona de su deseo de volver a la Tierra.
Tras su regreso de sus años en el planeta donde estuvo cautivo, sus padres dejaron la Tierra para buscar nuevos mundos para poder colonizar, viajando la nave espacial exploratoria El Starfarer, y no se les volvió a ver, tomando esta medida puesto que nunca volvieron a saber de su hijo y con la esperanza de volver a saber de él decidieron tomar esta decisión. De acuerdo con una versión de esta historia, Chris continuaría, y se comprometería a prepararse para ser un cadete en la Academia Espacial, de modo que al poder viajar pudiera encontrarse con ellos cuando fuera mayor, y tras graduarse de la Academia Espacial '99' se le anexó a su nombre dicho número debido a su 99% que obtuvo por parte de la Valoración hecha por la junta militar de la Academia, y más adelante se convertiría en el mayor explorador del espacio de su tiempo. En otra versión de dicha historia, Chris no regresaría jamás a la Tierra, pero se dedicaría viajando por el espacio para encontrar a los últimos alienígenas que sobrevivieron para continuar su formación con ellos, añadiendo el KL a su nombre en honor de la raza alienígena, la K'l, y el 99 como reconocimiento de que había sólo 98 alienígenas sobrevivientes cuando estaba con ellos. Sea cual sea la versión correcta, acompañados por el marciano Halk, un científico alienígena (que alguna vez fuera el Jefe Científico de Marte), Jero, un alienígena venusiano, y un perro camaleón mascota, llamado Loopy, cuyo color cambia según su estado de ánimo, además, KL-99 descubriría muchos mundos nuevos (además de un universo subatómico) viajando en su nave espacial El Pioneer (El Pionero). En reconocimiento a su trabajo, se le dio la autoridad para proteger a las personas de los nuevos mundos que descubría, del peligro que azechaba; por eso mismo fue nombrado como "Comisionado para la Protección de los Pueblos planetarios".
Chris finalmente encontró la nave espacial colonizadora El Starfarer y las tumbas de sus padres en el planeta donde habían muerto, puesto que intentaron salvar al resto de la tripulación cuando ocurrió un accidente. En otras aventuras, se involucró en salvar a los monumentos antiguos de la Tierra, de alienígenas que los robaron para utilizarlos como material, al utilizar el metal obtenido para llevárselo a otro universo y coleccionarlo, y redescubriría una segunda luna, que había orbitado alguna vez la Tierra millones de años antes.

### Crisis en las Tierras Infinitas
Estuvo presente durante los eventos de la Crisis en las Tierras Infinitas del Universo DC, primero en su propio tiempo ayudando a Superman y a los héroes olvidados derrotando a los villanos olvidados al inicio de la crisis, y luego hacia el final de la crisis para ayudar con el combustible que se requería para la utilización de las máquinas del tiempo para poder salvar al universo que se encontraba en estado crítico.

### Post-Crisis: DC Legacies
POsteriormente, haría un cameo en la serie limitada DC Universe: Legacies, haciendo un cameo en la portada del #5 y un cameo con otros héroes espaciales.